# Liste des seigneurs de Chantilly
La seigneurie de Chantilly comprend le château du même nom, la ville et le domaine qui l'environnent. Plusieurs familles se sont succédé à sa tête. La succession se fait par le fils aîné sauf précision.

## Famille Le Bouteillers de Senlis

Armes des premiers Bouteiller de Senlis

- Gui IV « Le Bouteiller » de Senlis (mort vers 1221-1223), fondateur de la seigneurie de Chantilly[1], fait chevalier en 1181, bouteiller de France en 1186, croisé en 1190 et 1219. Marié à Elisabeth de Trie avant 1187
- Gui V « Le Bouteiller » de Senlis (après 1185 - 1232)
- Gui VI « Le Bouteiller » de Senlis (mort en 1249 au siège de Damiette), sans descendance
- Guillaume II « Le Bouteiller » de Senlis (Guillaume Ier de Chantilly), oncle du précédent (mort en 1249, captif en Égypte)
- Jean 1er « Le Bouteiller » de Senlis, mort en 1286
- Guillaume III « Le Bouteiller » de Senlis, mort vers 1340
- Guillaume IV «Le Bouteiller» de Senlis, mort en 1360[2], sans postérité. Il fut marié à Jeanne de Meudon[3]

Ce dernier abandonne le 2 mars 1347 au duc de Normandie (futur Jean II Le Bon) son château de Chantilly en échange du règlement de ses dettes (3 000 livres) par le roi. Dès le mois de mai 1347, le duc de Normandie transfère le château de Chantilly à Jean 1er de Clermont, beau-frère du précédent seigneur, en se réservant toutefois la garenne et chasse à grand gibier du domaine. L’acte est ratifié en mai 1353. 

Armes de Jean de Clermont

- Jean de Clermont chambellan de Jean II et maréchal de France, mort à la Bataille de Poitiers (1356)
- Jean II de Clermont (mort vers 1400)[5]

Le château est mis à sac lors de la Grande Jacquerie en 1358.
Les Bouteiller récupère la seigneurie et Guillaume IV donne la seigneurie à son cousin-germain, Jacques Herpin, seigneur d'Erquery en avril 1360, quelque temps avant sa mort. Ce dernier lègue par testament du 13 août 1361 la seigneurie de Chantilly (avec celle de Moussy-le-Neuf) à son cousin Jean de Laval, seigneur d'Attichy. À la mort de celui-ci, la seigneurie revient à Guy de Laval, seigneur d'Attichy en 1386, qui la revend à Pierre d'Orgemont la même année.

## Famille d'Orgemont (1386-1484)

Armes de Pierre d'Orgemont

- Pierre d'Orgemont (1315 ? – 1389), chancelier de France, achète la seigneurie aux Bouteiller le 26 mai 1386. Reconstruction du château jusqu'en 1394.
- Amaury d'Orgemont (vers 1345-1400), fils cadet du précédent, chancelier du duc d’Orléans, maître des comptes et des requêtes de l’hôtel du roi Charles VI
- Pierre II (alias Jean) d’Orgemont (1375 - mort à la bataille d'Azincourt en 1415)
- Pierre III d'Orgemont (vers 1405 ? - 1492) sans descendance. Lègue sa seigneurie de Chantilly en 1484 à son neveu[7].

## Famille de Montmorency (1484-1632)

Armes de la maison de Montmorency à partir du XIIIe siècle

- Guillaume de Montmorency (vers 1453 - 1531), neveu du précédent, général des finances ;
- Anne de Montmorency (1492-1567), créé Duc de Montmorency, connétable de France, né à Chantilly ;
- François de Montmorency (1530-1579) ;
- Henri Ier de Montmorency (1534-1613), frère du précédent, né à Chantilly ;
- Henri II de Montmorency (1595-1632) ;

Après l'exécution d'Henri II de Montmorency à Toulouse, ses terres sont partagées entre ses sœurs. Chantilly revient à Charlotte Marguerite de Montmorency, femme d'Henri II de Bourbon-Condé.

## Famille de Bourbon-Condé (1632-1830)

Armes de la maison de Condé à partir de 1588

- Henri II de Bourbon-Condé (1588-1646) ;
- Louis II de Bourbon-Condé (1621-1686), dit le Grand Condé ;
- Henri III Jules de Bourbon-Condé (1643-1709) ;
- Louis III de Bourbon-Condé (1668-1689) ;
- Louis IV Henri de Bourbon-Condé (1692-1740), chef du conseil de Régence (1715-1723) ;
- Louis V Joseph de Bourbon-Condé (1736-1818) ;
- Louis VI Henri de Bourbon-Condé (1756-1830), sans descendance. Lègue ses biens et ses titres à son petit-neveu et filleul.

## Famille d'Orléans (1830-1897)

Armes de la maison d'Orléans

- Henri d'Orléans (1822-1897), fils de Louis-Philippe Ier, petit-neveu et filleul du précédent. Lègue tout le domaine à l'Institut de France